# Clubiona rosserae
Clubiona rosserae är en spindelart som beskrevs av George Hazelwood Locket 1953. Clubiona rosserae ingår i släktet Clubiona och familjen säckspindlar. Inga underarter finns listade i Catalogue of Life.